# جکسن هینکل
جَکسِن هینکل (انگلیسی: Jackson Hinkle؛ زادهٔ سپتامبر ۱۹۹۹) مفسر سیاسی و اینفلوئنسر رسانه‌های اجتماعی آمریکایی است، که برنامه سیاسی The Dive with Jackson Hinkle را اجرا می‌کند. از لحاظ سیاسی، هینکل به صورت‌های گوناگونی همچون یک اینفلوئنسر محافظه‌کار آمریکایی، از پیروان جنبش عظمت را دوباره به آمریکا بازگردانیم، دست راستی، و راست‌گرای تندرو توصیف شده‌است. او به تاریخ نوامبر ۲۰۲۳ از فراگیرترین کاربران در توییتر بوده‌است.
هینکل که در آغاز یک دانش آموز دبیرستانی طرفدار محیط زیست بود، بعدها موضع حامی سوخت‌های فسیلی اتخاذ کرد. همزمان با مبارزه او علیه یک تهدید ادعایی گلوبالیستی، سیاست او لحن توطئه انگارانه تری پیدا کرد و او خود را یک مارکسیست-لنینیست محافظه کار آمریکایی توصیف کرد.
او خود را حامی «کمونیسم ماگا» می‌خواند و طبقه کارگر را به همپیمانی با جنبش ماگا فرا می‌خواند. او همچنین بابت حمایت خود از ولادیمیر پوتین در جنگ روسیه و اوکراین، و بابت دیدگاه‌های صهیونیسم‌ستیزانه اش در جنگ اسرائیل و حماس شناخته شده‌است. او در تاکر کارلسن تونایت, شبکه یک خبری آمریکا، و رسانه‌های دولتی روسی نظیر آرتی حاضر شده‌است.
هینکل سابقه ای تایید نشده از طرح اطلاعات نادرست دارد، که باعث شده او از حضور در شماری از وبسایت‌های رسانه‌های اجتماعی منع شود، و سوژه مجادلات متعددی بوده‌است. برنامه او بر توئیچ به اتهام نقض سیاست‌های اطلاعات نادرست و انتشار اطلاعات نادرست در بحران ۲۰۲۱-۲۰۲۲ روسیه-اوکراین برداشته شد. در پی سلب پلتفرم شدن او، هینکل روی اکس (توئیتر) به خاطر مطالب ارسالی اش دربارهٔ جنگ اسرائیل و حماس فراگیر شد؛ او به کرات از سوی رسانه‌های دولتی روسیه و ایران مورد استناد قرار می‌گیرد.

## دیدگاه‌ها
هینکل بیش از همه راست تندرو،  دست راستی،  و محافظه‌کار،  به عنوان یک اینفلوئنسر رسانه‌های اجتماعی،  و صاحب‌نظر سیاسی،  و نیز یک ترول اینترنتی،  و یوتیوبر توصیف شده‌است. هینکل خود را یک «میهن پرست محافظه‌کار مارکسیست-لنینیست آمریکایی امپریالیسم‌ستیز آمریکایی» و یک " کمونیست ماگا " توصیف کرده‌است. هینکل همچنین به عنوان یک عامل حامی روسیه توصیف شده،  و به عنوان بخشی از گروه راست تندروی ضد اسرائیل طبقه‌بندی شده‌است. امانوئل اوتولنگی و مارینا روزنبرگ که از کارکنان بنیاد دفاع از دموکراسی‌ها و اتحادیه ضد افترا، هستند نوشته‌اند هینکل یک «تئوری پرداز توطئه شناخته شده‌است، و تحسین کننده راسخ ولادیمیر پوتین و بشار اسد سوریه است؛ او سرکوب بی رحمانه اقلیت اویغور توسط چین و نیز استفاده حکومت سوریه از سلاح‌های شیمیایی در جنگ داخلی سوریه را انکار کرده‌است.» او از اسد به عنوان «یک قهرمان» یاد کرده‌است. کتی یانگ روزنامه‌نگار روس-آمریکایی هینکل را «ترول کمونیست ماگای تله گذار برای جلب نارضایتی-پولسازی» خوانده‌است.

### کمونیسم ماگا
در اواخر سال ۲۰۲۲، هینکل از ایده «کمونیسم ماگا» دفاع کرد که باعث شد در توئیتر به ترند تبدیل شود. وایس آن را «معجونی از محافظه کاری اجتماعی، میهن‌پرستی و انرژی براندازانه» خواند و هینکل را برآمده از «دستورالعمل سرگرمی راست تندرو با برانگیختن نارضایتی در پخش زنده» توصیف کرد. هینکل و دیگر حامیان این ایده استدلال کردند که کسانی که به طبقه کارگر اهمیت می‌دهند باید با جنبش ماگا ائتلاف کنند، جنبشی که از نظر او بزگترین جنبش در آمریکا برای شروع یک انقلاب عوام‌گرایانه ضد وضع موجود است. از هینکل سؤال شد آیا واقعاً از کمونیسم پشتیبانی می‌کند؛ او گفت آمریکا می‌تواند از اتحاد شوروی و چین کمونیست بیاموزد، این که مارکسیسم–لنینیسم به‌طور تاریخی محافظه کار بوده، و این که او «ارزش‌های لیبرال-چپگرای» کمونیسم را انحرافی می‌داند که از «سوی جرج سوروی تأمین مالی شده.»

### شرکت در پیاده روی اربعین
وی در ماه صفر 1447 قمری، در مراسم پیاده‌روی اربعین شرکت کرد و در آنجا به این مطلب اشاره کرد که همه مردم به ویژه مردم آمریکا نیاز دارند یکبار اینجا بیایند.